# NGC 6115
NGC 6115 is een open sterrenhoop in het sterrenbeeld Winkelhaak. Het hemelobject werd op 8 juli 1834 ontdekt door de Britse astronoom John Herschel.

## Synoniemen
- OCL 960
- ESO 226-SC7